# Nová scéna

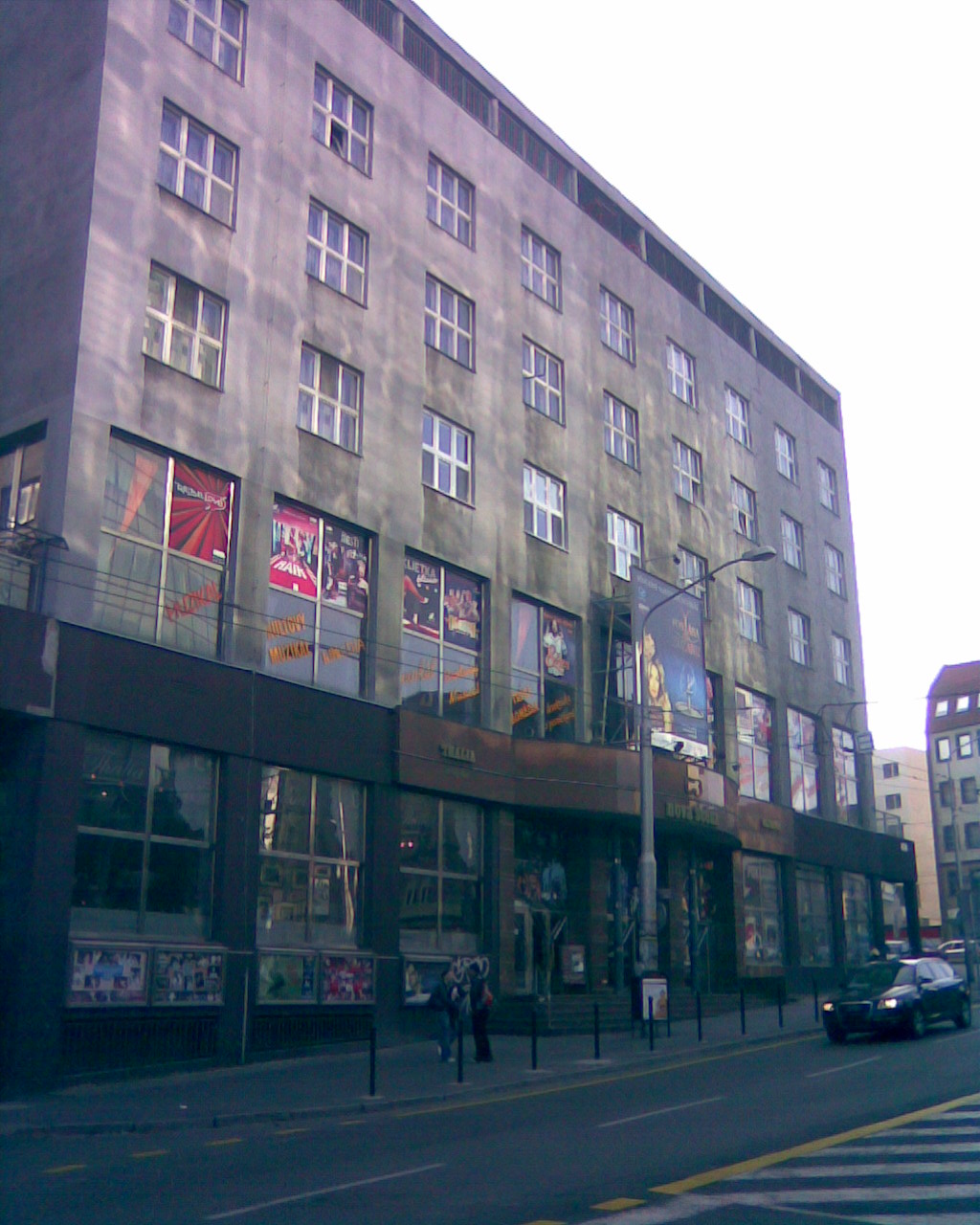
Budynek teatru Nová scéna (Bratysława)

Nová scéna – teatr zlokalizowany w Bratysławie, stolicy Słowacji. Powstał w 1945 roku.